# Arqueros
Arqueros är en gruva i Chile.   Den ligger i provinsen Provincia de Elqui och regionen Región de Coquimbo, i den centrala delen av landet, 400 km norr om huvudstaden Santiago de Chile. Arqueros ligger 1 417 meter över havet.
Terrängen runt Arqueros är huvudsakligen lite bergig. Arqueros ligger uppe på en höjd. Runt Arqueros är det ganska tätbefolkat, med 86 invånare per kvadratkilometer.. 
Omgivningarna runt Arqueros är i huvudsak ett öppet busklandskap.